# Puig Mateu
Puig Mateu és un jaciment arqueològic al municipi de les Planes d'Hostoles, (Garrotxa), inclòs a l'Inventari del Patrimoni Arqueològic i Paleontològic de Catalunya.
Francesc Riuró l'any 1970, amb la referència única de Puig Mateu va ingressar una resta lítica al Museu d'Arqueologia de Sant Pere de Galligants de Girona. Es tracta d'un fragment de sílex, de difícil classificació. Es desconeix el lloc i el context precís de la troballa.